# Quận Logan, Arkansas
Quận Logan là một quận thuộc tiểu bang Arkansas, Hoa Kỳ.
Quận này được đặt tên theo James Logan. Theo điều tra dân số của Cục điều tra dân số Hoa Kỳ năm 2000, quận có dân số 22.486 người. Quận lỵ đóng ở Booneville và Paris.6.

## Địa lý
Theo Cục điều tra dân số Hoa Kỳ, quận có diện tích 1895 km2, trong đó có 56 km2 là diện tích mặt nước.

### Các xa lộ chính
- Highway 10
- Highway 22
- Highway 23
- Highway 60
- Highway 309

### Quận giáp ranh
- Quận Johnson (bắc)
- Quận Pope (đông bắc)
- Quận Yell (đông nam)
- Quận Scott (nam)
- Quận Sebastian (tây)
- Quận Franklin (tây bắc)